# Atanazy Brzeski
Atanazy Brzeski (Atanazy Filipowicz lub Filippowicz, biał. Апанас Філіповіч, Афанасій Філіповіч; (ur. ok. 1597, zm. 5 września 1648 w Arkadii) – mnich prawosławny, przełożony monasteru św. Symeona Słupnika w Brześciu, święty męczennik prawosławny.
Po ukończeniu szkoły prowadzonej przez bractwo prawosławne w Wilnie pracował jako prywatny nauczyciel na dworach szlacheckich, m.in. był wychowawcą Jana Faustyna Łuby na dworze kanclerza litewskiego Lwa Sapiehy. W 1627 został postrzyżony na mnicha w monasterze Świętego Ducha w Wilnie, natomiast w 1632 przyjął święcenia kapłańskie. Przez kolejne trzy lata kierował jako przełożony monasterem Dubojskim pod Pińskiem, do momentu, gdy został on zamknięty na polecenie Albrychta Stanisława Radziwiłła. Udał się wówczas do monasteru Wprowadzenia Matki Bożej do Świątyni w Kupiatyczach, gdzie działał na rzecz wzmocnienia kultu Kupiatyckiej Ikony Matki Bożej. W 1637 wyjechał do Moskwy, by prosić cara Michała o wsparcie finansowe dla monasteru oraz o pomoc dla prawosławnych w Rzeczypospolitej.
W 1643 udał się do Warszawy, by odebrać od króla Władysława IV przywilej zezwalający na budowę nowych prawosławnych obiektów sakralnych w Brześciu oraz potwierdzający prawa brzeskiego bractwa prawosławnego. Dokument ten nie został potwierdzony przez kanclerza Albrychta Stanisława Radziwiłła. Wówczas Atanazy wystąpił z oficjalną skargą w sejmie, domagając się likwidacji unii i wspierania „prawdziwej wiary greckiej”. Został aresztowany, po czym zmuszony do wyjazdu do Kijowa. Chociaż metropolita kijowski Piotr nakazał mu powstrzymanie się od publicznych ataków na Kościół unicki, w dalszym ciągu potępiał unię w głoszonych kazaniach. W 1645 został ponownie aresztowany. Z więzienia wystosował pismo do króla Władysława IV, wzywając go do likwidacji unii. Władca uznał go za nieszkodliwego i nakazał jego zwolnienie, polecając jednak metropolicie kijowskiemu nadzorowanie go. Po śmierci metropolity Piotra w 1647 duchowny wrócił do Brześcia. Tam rok później został aresztowany. Zarzucono mu dalsze atakowanie unii i spiskowanie z Kozakami przeciwko Rzeczypospolitej. We wrześniu 1648 został bez sądu rozstrzelany.
Kult Atanazego jako męczennika pojawił się krótko po jego śmierci. Formalna kanonizacja nastąpiła najpóźniej w XIX w. Szczególnym ośrodkiem kultu duchownego pozostawał Brześć, jego relikwie w latach 1894–1915 znajdowały się także w monasterze w Leśnej. Po rewolucji październikowej kult ten osłabł. Jego ożywienie nastąpiło na niepodległej Białorusi oraz po 1996 w Polskim Autokefalicznym Kościele Prawosławnym. Na Białorusi głównym ośrodkiem kultu Atanazego jest Brześć, natomiast w Polsce – cerkiew Świętych Cyryla i Metodego w Białej Podlaskiej.

## Życiorys

### Pochodzenie i edukacja

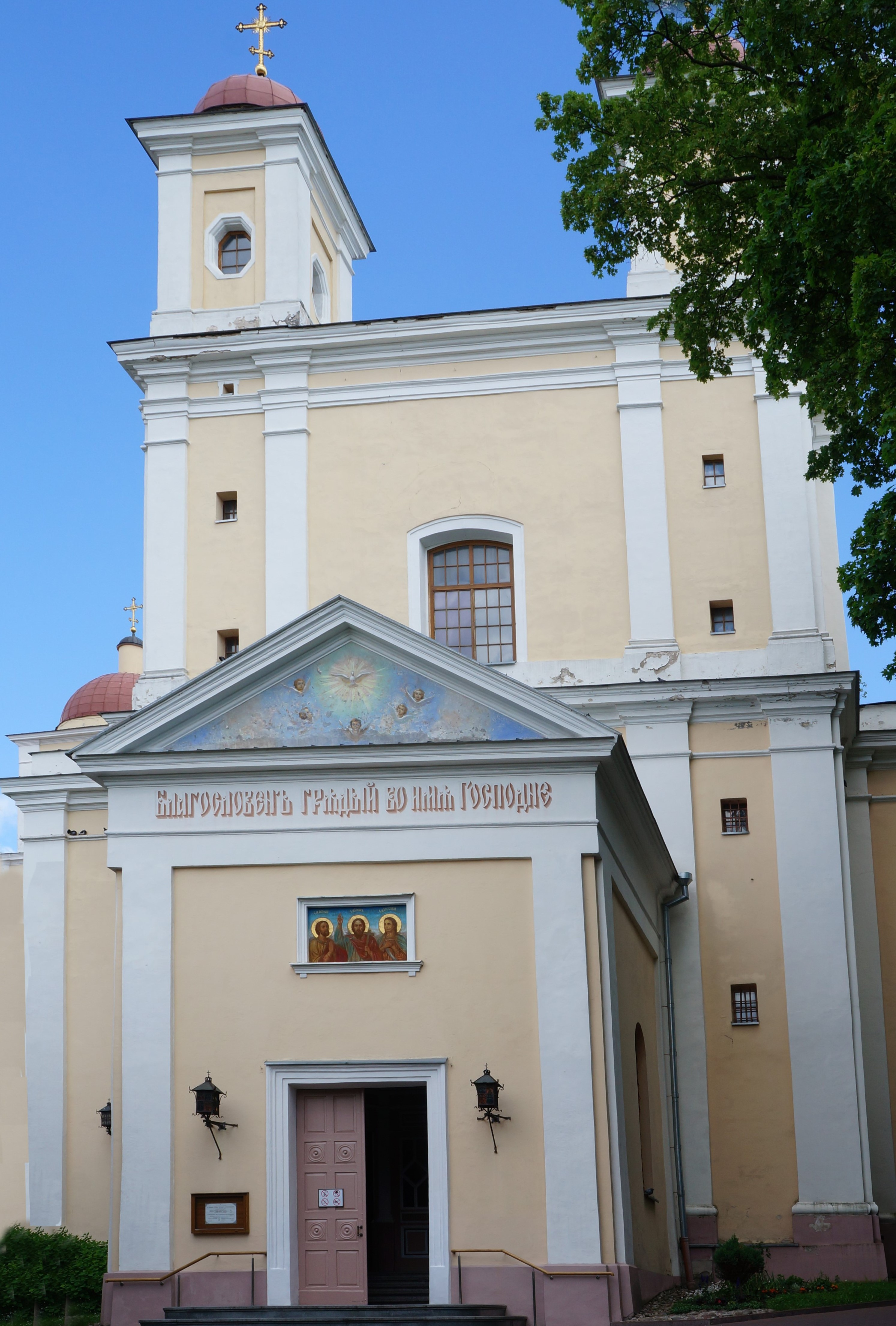
Monaster Ducha Świętego w Wilnie, w którym Atanazy rozpoczynał życie mnisze

Przyszły duchowny urodził się w końcu XVI w. w nieznanym miejscu na białoruskich ziemiach Wielkiego Księstwa Litewskiego. Podawane przez Antoniego Mironowicza data i miejsce urodzenia (rok 1597, Wilno) nie dają się całkowicie udowodnić i są oparte jedynie na przypuszczeniach. Tomasz Hodana uważa, że rodzice przyszłego mnicha byli rzemieślnikami, Adam Bobryk twierdzi natomiast, że mogli być to zarówno rzemieślnicy, jak i zubożała prawosławna szlachta. Nazwisko świeckie-przydomek Filipowicz mogło być zarówno nazwiskiem rodowym, jak i otczestwem.
Ukończył szkołę prowadzoną przez bractwo prawosławne w Wilnie, przy monasterze Świętego Ducha. Nauczył się tam greki oraz łaciny, biegle poznał również język cerkiewnosłowiański i język polski. Bobryk podaje, że następnie kształcił się w kolegium jezuickim w tym samym mieście. Po ukończeniu szkół pracował jako prywatny nauczyciel na dworach szlacheckich, od 1620 jako wychowawca Jana Faustyna Łuby na dworze kanclerza litewskiego Lwa Sapiehy. W 1627 porzucił jednak to zajęcie i wstąpił jako posłusznik do monasteru Świętego Ducha w Wilnie, otrzymując imię zakonne Atanazy. Jego postrzyżyn mniszych dokonał archimandryta Józef Bobrykowicz.

### Życie mnisze
Mnich Atanazy został po postrzyżynach skierowany do Monasteru Kuteińskiego k. Orszy. Następnie żył przez pewien czas w Monasterze Międzygórskim. Do Wilna wrócił w 1632. Został wówczas wyświęcony na hieromnicha i mianowany przełożonym monasteru Dubowskiego pod Pińskiem. Swoje obowiązki sprawował przez trzy lata. Następnie monaster został zlikwidowany, a jego zabudowania oraz majątek przekazany jezuitom przez kanclerza Albrychta Stanisława Radziwiłła. Wydarzenie to wywarło silny wpływ na mnicha, który twierdził, że miał po nim widzenie siedmiu ogni piekielnych, w których karę ze swoje czyny ponosili kanclerz, nuncjusz papieski w Rzeczypospolitej i organizatorzy unii brzeskiej.
W 1637 Atanazy razem z grupą mnichów z monasteru Świętego Ducha w Wilnie wyjechał do nowo utworzonego monasteru w Kupiatyczach. Był on ośrodkiem kultu ikony Matki Bożej, a Atanazy znacząco przyczynił się do jego rozkrzewiania. W monasterze w Kupiatyczach Atanazy napisał poetycki list do Matki Bożej, w którym skarżył się na cierpienie prawosławnych w Rzeczypospolitej i prosił o pomoc oraz wstawiennictwo. Po zebraniu pod listem wielu podpisów wiernych mnich złożył go przed Kupiatycką Ikoną Matki Bożej.
Mnich gromadził również fundusze na rozbudowę monasterskiej świątyni. W tym celu w 1637 udał się do Moskwy, by prosić o wsparcie dla klasztoru cara Michała. Według niektórych świadectw Atanazy wzywał cara do wypowiedzenia wojny Polsce w obronie prawosławnych. Zdaniem Hodany jest to interpretacja zbyt daleko idąca. Autor ten wskazuje, że postacią Atanazego manipulowano zarówno w propagandzie carskiej, jak i radzieckiej, ukazując go czy to jako sympatyka Moskwy i orędownika włączenia do Rosji ziem ukraińskich, czy to prekursora zjednoczenia narodów wschodniosłowiańskich pod przewodnictwem Moskwy, poprzedzonego wyzwoleniem ludów ukraińskiego i białoruskiego z polskiej niewoli. W rzeczywistości Atanazy Brzeski miał nadzieję na wspieranie prawosławnych w Rzeczypospolitej przez cara, ale nie wzywał do wojny. Liczył ponadto, że król Władysław IV weźmie pod uwagę postulaty prawosławnych i umożliwi ich Kościołowi normalne funkcjonowanie. Głównego wroga prawosławia upatrywał nie w polskim królu, a w jezuitach, hierarchii Kościoła rzymskokatolickiego oraz w polskich magnatach i urzędnikach, wykorzystujących swoją pozycję do narzucania zmiany wyznania. O szczegółach przebiegu wizyty Atanazego w Moskwie nie wiadomo praktycznie nic.
Mnich powrócił do Kupiatycz w lipcu 1638. Następnie został przełożonym monasteru św. Symeona Słupnika w Brześciu z godnością igumena. Nielegalne przekroczenie przez niego granicy rosyjskiej i sam fakt udania się do cara sprawiło, że w Polsce Atanazy zaczął być postrzegany jako szpieg moskiewski. W Brześciu duchowny walczył o poprawę sytuacji prawosławnych i wzywał ich do trwania w wierze, nieprzechodzenia na unię.

### Podróż do Warszawy i jej następstwa
W 1643 ihumen Atanazy udał się do Warszawy, by odebrać od króla Władysława IV przywilej zezwalający na budowę nowych prawosławnych obiektów sakralnych w Brześciu oraz potwierdzający prawa brzeskiego bractwa. Dokument ten nie został potwierdzony przez kanclerza Albrychta Stanisława Radziwiłła, gorliwego katolika niechętnego innowiercom. Wówczas duchowny wystąpił z oficjalną skargą w sejmie, domagając się likwidacji unii i wspierania „prawdziwej wiary greckiej”. Zapowiadał, że jeśli król nie posłucha go, padnie ofiarą boskiego gniewu. W rezultacie został aresztowany na wniosek hierarchów prawosławnych, którzy w ten sposób zamierzali udowodnić przed królem swoją lojalność. Jako sprawców swojego uwięzienia Atanazy wskazywał następnie biskupa mohylewskiego Sylwestra, biskupa przemyskiego Sylwestra oraz archimandrytę Leoncjusza Szytyka, którzy byli również obecni na sejmie.
W święto Chrztu Pańskiego w styczniu 1644 Atanazy zdołał zbiec z więzienia. Ubrany jedynie w kłobuk i mantię biegał po mieście oraz wchodził do kościołów, wołając „Biada odszczepieńcom i niewiernym!”. Zachowanie to niektórzy prawosławni autorzy interpretują jako jurodstwo, jednak równie prawdopodobne jest, że Atanazy zamierzał w ten sposób prowokować i zwracać uwagę na głoszoną przez siebie krytykę unii, bądź też był nerwowo wyczerpany po pobycie w areszcie. Ostatecznie duchowny ponownie znalazł się w więzieniu, gdzie spędził 10 miesięcy, a sąd cerkiewny odebrał mu godność ihumena i suspendował. Zmuszono go do wyjazdu do Kijowa, gdzie ponownie stanął przed sądem duchownym. Uznał on, że Atanazy odpokutował już swoją winę w więzieniu i cofnął suspensę. Z polecenia metropolity kijowskiego Piotra duchowny wrócił do Brześcia. Wbrew nakazowi hierarchy, który zalecał mu powściągliwość i ostrożność, ponownie ostro atakował unię w swoich publicznych wystąpieniach i przekonywał wiernych do trwania przy prawosławiu.
Jeszcze w 1644 Atanazy spotkał się w Krakowie z posłem moskiewskim Aleksiejem Lwowem, któremu przekazał posiadane informacje na temat Jana Faustyna Łuby. Lwow w imieniu cara przybył do Rzeczypospolitej, by żądać wydania Łuby jako samozwańca, podającego się za cudownie ocalonego carewicza, pragnącego w przyszłości objąć tron rosyjski. Ihumen brzeski przekazał posłowi list, w którym Łuba podpisywał się jako Jan Faustyn Dmitrowicz. List ten był następnie przedstawiany przez stronę rosyjską jako jeden z dowodów na wspieranie przez Rzeczpospolitą samozwańca. Mnich utrzymywał następnie, że jego spotkanie z Lwowem było przypadkowe, gdyż głównym celem jego podróży do Krakowa było przeprowadzenie kolejnej kwesty na rzecz brzeskiego bractwa prawosławnego i monasteru św. Symeona. List zaś pokazał, by przekonać moskiewskich posłów, że jego dawny wychowanek bynajmniej nie przedstawiał się jako carewicz.

### Drugie aresztowanie i śmierć
W 1645 Atanazy został ponownie aresztowany pod zarzutem zdrady państwa. Z więzienia wystosował pismo do króla Władysława IV, wzywając go do likwidacji unii, rozwiązania zakonu jezuitów, zawarcia małżeństwa z córką cara i zwrócenia się do patriarchów konstantynopolitańskiego, aleksandryjskiego, antiocheńskiego, jerozolimskiego i moskiewskiego z prośbą o modlitwę w intencji swojego ojca Zygmunta III Wazy. Ostatecznie zwolniono go i przekazano pod osobisty nadzór metropolity kijowskiego. Król Władysław IV, pod wrażeniem lektury jego listu, uznał go bowiem za nieszkodliwego. Zgodził się nawet na spotkanie z nim, czego domagał się ihumen, jednak pod wpływem senatorów zmienił decyzję. Według niektórych źródeł Atanazy został aresztowany jako zakładnik za Jana Faustyna Łubę, który w tym samym czasie został wysłany do Moskwy.
Gdy w 1647 zmarł metropolita Piotr, Atanazy wrócił razem z biskupem łuckim Atanazym do Brześcia. Tam po wybuchu powstania Chmielnickiego został aresztowany pod zarzutem wspierania Kozaków oraz agresywnej postawy wobec Kościoła unickiego. Pierwszy zarzut nie został udowodniony. Równocześnie Atanazy nieustannie przeklinał unię i potępiał sposób jej szerzenia w państwie polsko-litewskim. 5 września 1648 został rozstrzelany. I. Moroz twierdzi, że mnich został poddany torturom i prawdopodobnie pochowany żywcem. Jego ciało zostało potajemnie ekshumowane, po czym duchownego pochowano w monasterze w Brześciu, którym wcześniej kierował.

## DiariuszAtanazego Brzeskiego

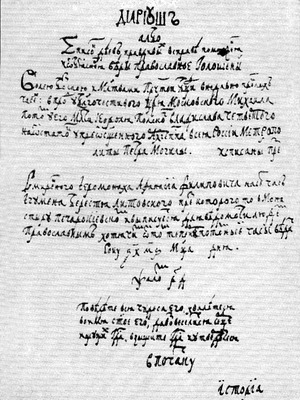
Karta z Diariusza Atanazego Brzeskiego

Swoje teksty Atanazy Brzeski zebrał w jednym tomie zatytułowanym Diariusz, gdy przebywał pod przymusem w kijowskiej ławrze Peczerskiej, pod nadzorem metropolity kijowskiego. W skład Diariusza weszły supliki kierowane do króla Władysława IV oraz senatorów, rozprawy o prymacie św. Piotra oraz o pentarchii, opowieść o podróży Atanazego do Moskwy z 1638 i inne listy i dokumenty. Opowieść o przybyciu Atanazego i towarzyszącego mu posłusznika do Moskwy pełna jest elementów cudownych. Ihumen twierdzi, że sukces wyprawy, w tym przekroczenie granicy bez dokumentów, możliwy był dzięki wstawiennictwu Matki Bożej i cudotwórczemu działaniu ikony z Kupiatycz, której kopię miał przy sobie. Drobiazgowo opisując wędrówkę i kolejne nadprzyrodzone znaki, które jej towarzyszyły, Atanazy zamierzał pozyskać przychylność cara, dla którego tekst był pierwotnie przeznaczony. Po audiencji u cara Michała ihumen nie uzupełnił relacji o opis spotkania z władcą ani powrotu do Kupiatycz.
Badacze, którzy widzieli w Atanazym orędownika interwencji rosyjskiej w Rzeczypospolitej, opierali swoje wywody na fragmencie Diariusza, w którym ihumen opisuje wizję, jakiej miał doznać podczas podróży – polecenie, by wezwać cara do zwyciężania nieprzyjaciół naszych. Według Hodany i M. Viise w rzeczywistości wizja ta miała charakter apokaliptyczny i powinna być zestawiana z innym widzeniem, które Atanazy miał mieć kilka lat wcześniej i które również opisał w Diariuszu. Obydwa wskazują na nieuchronną karę, jakiej mnich oczekiwał dla zwolenników unii oraz niechętnych prawosławiu polskich władców i dostojników. Sugestie, że wizja zwyciężania nieprzyjaciół nie powinna być ujmowana dosłownie, przekazał zresztą również Atanazy, opisując swoje widzenie w liście do Władysława IV i komentując je. Duchowny był zafascynowany potęgą prawosławnej Moskwy, jednak jego szacunek dla cara i przekonanie, że mógłby on bronić (w niesprecyzowany sposób) współwyznawców, nie przekreślało w jego mniemaniu lojalności wobec państwa polsko-litewskiego. Bezzasadne są rozważania nad tożsamością etniczną ihumena, który postrzegał siebie wyłącznie jako wyznawcę i obrońcę prawosławia.
Atanazy Brzeski w Diariuszu wyraża przekonanie, że jest wysłanym przez Boga orędownikiem, piętnującym nadużycia rządzących, działającym jak prorocy i sprawiedliwi mężowie biblijni. Podkreśla, że wykonuje wolę bożą, chociaż wie, że może z tego powodu być prześladowany.
Diariusz zachował się w dwóch rękopiśmiennych egzemplarzach. W jednym z nich oprócz tekstu autorstwa Atanazego znajduje się opis aresztowania i egzekucji mnicha oraz wiersze-epitafia ku jego czci napisane przez mnichów monasteru św. Symeona w Brześciu. Wiele dokumentów związanych z Atanazym uległo zniszczeniu podczas pożaru soboru w Brześciu w I połowie XIX w.

## Kult

### XVII–XX w.

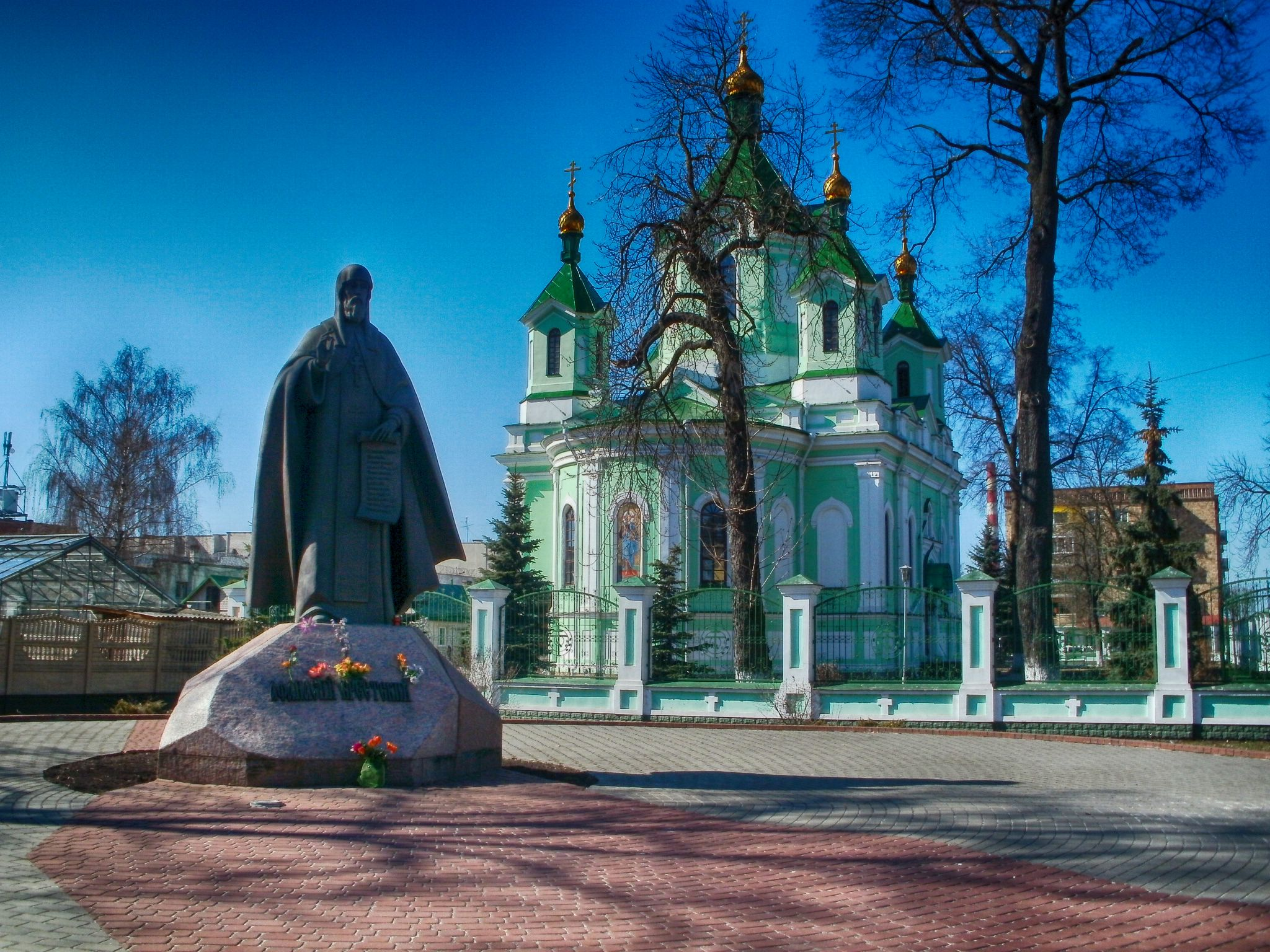
Sobór św. Symeona w Brześciu, gdzie znajdują się relikwie ihumena, i jego pomnik w sąsiedztwie świątyni

Kult Atanazego Brzeskiego rozwinął się spontanicznie natychmiast po jego śmierci. W 1658 przełożony ławry Peczerskiej archimandryta Innocenty oraz archimandryta Józef Nielubowicz-Tukalski (który wspólnie z Atanazym żył przez kilka lat w monasterach w Wilnie i w Kupiatyczach) pisali, że w Brześciu spoczywają nierozłożone szczątki mnicha. Pierwszy, polskojęzyczny żywot męczennika został spisany w II połowie XVII w. Nie jest natomiast jasne, kiedy nastąpiła jego oficjalna kanonizacja. O uznanie ihumena brzeskiego za świętego starał się Józef Nielubowicz-Tukalski, metropolita kijowski w latach 1663–1676. Według Mikołaja Hajduka Józef ogłosił kanonizację Atanazego 20 lipca 1666. Walentina Tiepłowa utrzymuje natomiast, że nastąpiło to 28 lipca roku następnego. Całkowicie pewne jest jednak jedynie to, że w 1667 metropolita kijowski nakazał otwarcie grobu Atanazego w celu oceny, czy jego szczątki mają cudotwórcze właściwości i mogą być uznane za relikwie. Moroz datuje to wydarzenie na rok 1666. Rosyjski mnich Sylwester (Miedwiediew) również wspominał o funkcjonowaniu kultu mnicha, zaś biskup mohylewski Jerzy (urzędujący w latach 1783–1795) porównywał go ze świętymi mnichami z ławry Peczerskiej. W 1825 archimandryta Marcjan napisał wierszowany Pamiatnik o nowom priepodobnomuczenikie Afanasije Filipowicze.
Według Tomasza Hodany ihumena brzeskiego ogłoszono świętym dopiero w XIX w. W pierwszej połowie tegoż stulecia doszło do pożaru cerkwi, w której wystawione były relikwie Atanazego. Raka z relikwiami stopiła się, a one same w znacznej mierze uległy zniszczeniu. Odzyskano jedynie ich fragment, który nadal wystawiony był dla kultu w tej samej świątyni. Początkowo znajdowały się w drewnianej skrzyni, zaś w 1857 w skrzyni srebrnej, pozłacanej, podarowanej przez N. Poliwanowa jako wotum dziękczynne. W 1903 w wydanej w Moskwie „Historii kanonizacji świętych Cerkwi rosyjskiej” umieszczono informację o obchodzeniu wspomnienia św. Atanazego w dniach 20 lipca i 5 września, ale bez wskazania daty kanonizacji; zasugerowano jedynie, że nastąpiła ona niedawno. Z pewnością Atanazy był już świętym w 1894, gdy część jego relikwii przeniesiono do monasteru w Leśnej. W Rosji carskiej kult Atanazego rozwijał się głównie w guberniach zachodnich.

### W Polskim Autokefalicznym Kościele Prawosławnym

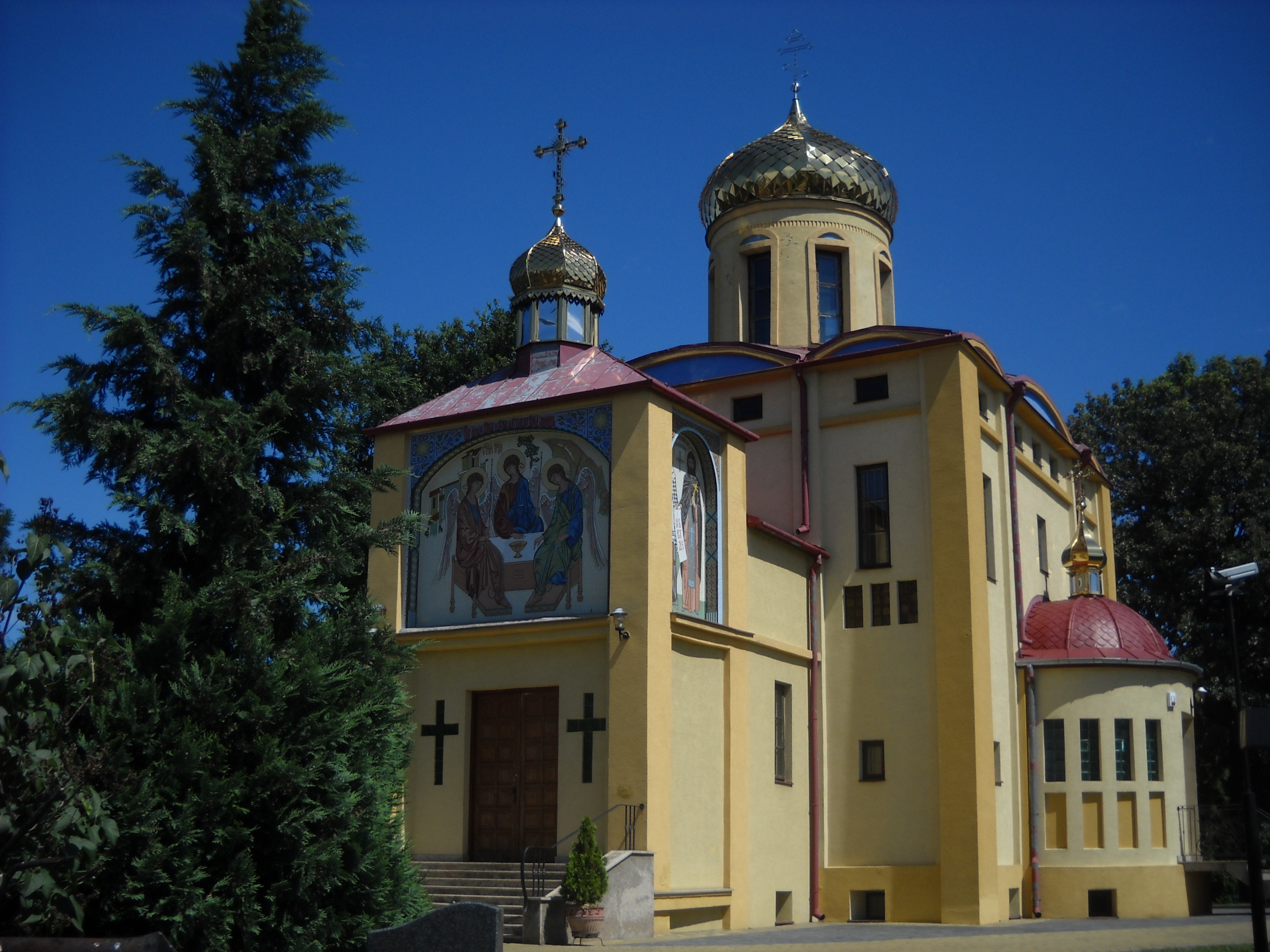
Cerkiew Świętych Cyryla i Metodego w Białej Podlaskiej jest najważniejszym ośrodkiem kultu Atanazego Brzeskiego w PAKP

Po upadku caratu w Rosji kult Atanazego znacznie osłabł. Do jego ożywienia doszło dopiero po erygowaniu w 1989 diecezji lubelsko-chełmskiej, której patronem został męczennik. Szczególne działania na rzecz popularyzacji kultu poczynione zostały w diecezji w 1996, tj. w czterysetną rocznicę zawarcia unii brzeskiej. W roku tym dzięki staraniom arcybiskupa lubelskiego i chełmskiego Abla do cerkwi Świętych Cyryla i Metodego w Białej Podlaskiej wstawiono ikonę św. Atanazego z cząstką relikwii, przekazaną z monasteru w Provemont przez metropolitę Rosyjskiego Kościoła Prawosławnego poza granicami Rosji Witalisa. Jest to część relikwii, które do 1915 znajdowały się w monasterze w Leśnej. Na uroczystości wniesienia relikwii 27 października 1996 obecni byli metropolita warszawski i całej Polski Bazyli oraz biskup włodzimiersko-wołyński Symeon z Ukraińskiego Kościoła Prawosławnego Patriarchatu Moskiewskiego.
Kult Atanazego Brzeskiego w PAKP związany jest niemal wyłącznie z diecezją lubelsko-chełmską. Ikony tego świętego posiada kilka cerkwi w tej diecezji, a poza nią monastery na Grabarce i w Jabłecznej. Męczennik jest patronem jednej z czterech klasztornych cerkwi w Jabłecznej oraz dolnej świątyni w cerkwi Świętych Cyryla i Metodego w Białej Podlaskiej. Jak pisze Bobryk

Niewątpliwie kult Atanazego Brzeskiego ma wyraźny charakter antyunijny. Zakres jego zwiększył się także po obchodach Kościoła katolickiego oddających cześć unitom, którzy polegli za wiarę. Cerkiew zaczęła więc intensywniej wskazywać na swojego świętego, który poświęcił życie za prawosławie, działając przeciwko akcji unijnej

### W Rosyjskim Kościele Prawosławnym
Atanazy Brzeski został w 1984 zaliczony do Soboru Świętych Białoruskich, którego wspomnienie liturgiczne przypada w III niedzielę po Wniebowstąpieniu. W 2011 zaliczono go natomiast do Soboru Świętych Kijowskich, którego wspomnienie obchodzi się razem ze wspomnieniem św. Włodzimierza.

#### W Egzarchacie Białoruskim
Według Antoniego Mironowicza Atanazy Brzeski jest jednym z symboli prawosławnych Białorusinów, przypomina o ich walce w obronie prawosławia, która była równocześnie walką o zachowanie tożsamości etnicznej. W miejscu, gdzie przypuszczalnie zginął ihumen, znajduje się monaster noszący jego wezwanie. W 2005 w Brześciu wzniesiono pomnik świętego.
W dniu wspomnienia Atanazego w rocznicę jego śmierci w Brześciu odbywają się uroczystości z udziałem biskupów Rosyjskiego Kościoła Prawosławnego oraz hierarchów Polskiego Autokefalicznego Kościoła Prawosławnego.